# Ramsholm (Nötö, Brändö, Åland)
Ramsholm är en halvö i Åland (Finland). Den ligger i den östra delen av landskapet, 70 km nordost om huvudstaden Mariehamn. Ramsholm ligger på ön Nötö.